# U.K. (タレント)
U.K.（ユーケー、1974年〈昭和49年〉10月4日 - ）は、ラジオDJ、タレント、MC、俳優、作家、新聞社編集長、もりぐち夢・未来大使、国際金融都市OSAKAアンバサダー、エアギタリスト。　大阪府大阪市西区出身。関西を中心に活動している。本名および別名は楠 雄二朗（くすのき ゆうじろう）で、愛称はくっすん。

## 活動内容
- Be Happy!789での初仕事を経て、2000年4月に、本名の「楠雄二朗」名義でバイリンガルDJとしての活動を本格的に開始。

その直後に、Kiss-FM KOBE（現：Kiss FM KOBE）のサウンドクルー（同局独自の「DJ」を意味する呼称）として、自身初のレギュラー番組『Kiss WORLD PROJECT（番組名の「Kiss」は「ケイアイダブリューエス」と読む）』を担当。
- 2001年4月には、毎日放送（MBSテレビ）で放送を開始した音楽番組『MUSIC EDGE（後のMUSIC EDGE + Osaka Style）』のMCに抜擢。清水コーヘイ（清水康平、同番組のプロデューサー）とジョンさん（同番組で長年御意見番として共演）が、留学経験のあるイギリス（United Kingdom）と本名のイニシャル（Yujiro Kusunoki = U-jiro Kusunoki）を重ねる格好で、「U.K.」と命名した。当初は本名と併用していたが、2002年秋頃に、タレント活動の名義を「U.K.」に統一。『MUSIC EDGE』シリーズでは、2015年3月30日放送の最終回までMCを務めた。
- 2007年、『初恋net.com〜忘れられない恋のうた〜』（朝日放送で土曜深夜に放送されていたドラマ）で準主役に抜擢されたほか、オムニバス映画『歌謡曲だよ、人生は』の一編『これが青春だ』にも出演。さらに、『アーサーとミニモイの不思議な国』（リュック・ベッソン監督）の日本語吹替版では、初めて声優を務めた。FM-FUJIでレギュラー番組を担当したり、音楽チャンネルの特別番組でMCを務めたりするなど、大学時代を過ごした関東地方にも活動の場を広げている。

- 2009年 『ちちんぷいぷい』（MBSテレビ）へ出演。当初は、番組や毎日放送ぐるみのイベントを実施する期間に限って、告知などの目的で登場していた。やがて、後述する音楽関連のキャンペーンで、「宣伝部長」などをたびたび担当。共演者から「くっすん」と呼ばれたことを機に、毎日放送の番組では、自己紹介で「『くっすん』ことU.K.」「『くっすん』こと楠雄二朗」と名乗るようになった。
- 2010年10月 河田直也（毎日放送アナウンサー）とのコンビで「昔の人は偉かった」（本州各地の名所旧跡や旧街道を徒歩だけで巡るロケシリーズ）へ出演。10年半にわたるロケで延べ7,260kmもの距離を歩いたほか、「U.K.」としての活動を知らない中高年世代の視聴者にも、「くっすん」の名と人柄が広く知られるようになった（詳細後述）。

- 2011年 MBSラジオでは3月まで、U.K.が週2日DJを務めていた21時台・1時間枠の音楽番組（土曜日『U.K. BEAT FLYER 1179』、日曜日『U.K. チア・ミュージック』）に、編成上「U.K.WEEKEND MUSIC PARTY」という名称のレーベルを付けていた。2011年4月からは両番組を統合する形でリニューアルされた『MBSうたぐみ　U.K. BEAT FLYER』を担当している。

- 2015年12月 守口市の親善大使「夢・未来大使」就任。
- 2016年 毎日放送が開局65周年記念特別企画の一環として10月13日（木曜日）から16日（日曜日）まで開催した「MBSプロデュース　豪華客船　神戸発着3泊4日の旅『ドリームズ・カム・クルーズ』」（クルーズ客船「ぱしふぃっくびいなす」のチャーターによる有料のスペシャルツアー）の全行程に同行。『ちちんぷいぷい』向けの生中継や、「夏井いつきの俳句教室」（MBSテレビ『プレバト!!』の企画から派生した船内イベント）にも登場した。
- 2018年 株式会社 DO THROUGHを設立。
- 2019年 4月 Kiss FM KOBEで『KISSBREAKRADIO with U.K.』

6月 『WELFARE group presents それU.K.!! ミライbridge』と、企画立案に携わった2本の冠番組が続けてFM大阪でスタート。
- 2021年10月 所属事務所から独立し、個人事務所でマネージメント開始。
- 2022年1月 企画立案に携わった『U.K.とヒロの世のため後のためラジオ』がFM大阪でスタート。
- 2022年9月 担当している番組から「世のため後のためBOOK」が出版されAmazon書籍・新刊ランキングで一位を獲得！ベストセラーに。
- 2023年7月14日 DO THROUGH出版から自著「ONLY U.  親卒で才能を開花せよ！」が発売、Amazon書籍・新刊ランキング&売れ筋ランキングで一位を獲得し、二冠を達成！ベストセラーに。
- 2023年8月 週刊大阪日日新聞 守口支局編集長に就任。
- 2024年5月 企画立案に携わった『U.K.と山ちゃんのおかしな時間▶︎ハッピープロジェクトbyシェルティ』がラジオ大阪でスタート。
- 2025年2月 大阪府の要請により「国際金融都市OSAKAアンバサダー」に就任。

## 人物
- 大阪市西区出身。血液型：B型、身長：170cm、体重：60kg。
- 既婚者で一男一女の父。地元・関西では長女&長男と一緒に雑誌やテレビ番組へ登場することもある。
- 1986年から5年間、イギリスに留学しTASISというプライベートスクールで寄宿舎生活を送る。

帰国後、大阪YMCAインターナショナルハイスクールに編入。東京国際大学経済学部へ進学した。
- 大学卒業後の1999年に帰阪。「人に感動を与える表現者になりたい」とDJを志す。
- 「DJ風タレント」や「関西エンタメ界のタレ目王子」と言われるほど、ラジオ以外のメディアへ露出する機会も多い。
- 2004年からは、関西を代表する早朝の生放送番組『おはよう朝日です』（ABCテレビ）へ、1年間リポーターとして出演。
- 2008年4月から1年間、関西地区で平日の夕方に放送中の『あほやねん!すきやねん!』（NHK総合テレビ）において、金曜日の司会を担当。
- 大学時代には、真樹日佐夫主宰の「真樹道場」で空手を教わっていた。当時から芸能界を志していたため、真樹の勧めによって、『ワル外伝』（真樹原作の漫画を基に制作された1998年の実写映画）に「空手道場で主演の本宮泰風を迎え撃つ黒帯（有段者）」という役で出演している。
- DJ・タレント以外の活動としては、『U.K. BEAT FLYER 1179』の生放送中にエアギターを披露したことがきっかけで、日本におけるエアギターの普及に貢献。2005年のエアギター全国大会で、準グランプリを獲得した。現在では、日本唯一のエアギター公式団体「エアギタージャパン」の関西支部長を務めている[3]。

## エピソード
- 『Kiss WORLD PROJECT』に出演していた頃のKiss-FM KOBEでは、多くの新番組が放送されていた。サウンドクルーの同期生だった中野耕史、野村富美江、川本えこ（中野以外は卒業）とは、現在でも公私共に仲が良いとのこと。
  - 開始当初はカッコよくクールに番組を進行。しかし、『MUSIC EDGE』でのジョンさんとの絶妙なコンビネーションや、ロケなどで感動や悔しさのあまりに涙を流す姿が徐々に視聴者の共感を呼ぶ。その結果、「涙のカリスマ」という異名まで付くほどの人気を博すようになった。
  - 2002年秋までは、『MUSIC EDGE』のみ「U.K.」名義で出演。他の番組では、本名の「楠雄二朗」を名乗っていた。一時は、「ものすごい純日本風の顔をしてるのに、"U.K."と自称することは恥ずかしい」との理由で、「U.K.≠楠雄二朗」と主張していた（毎日放送が発行していたフリーマガジン「MBSドクホン」のインタビューで後年発言）。
- 活動の名義を「U.K.」に統一したのは、『MUSIC EDGE』と並行して、「楠雄二朗」名義で『Kiss Afternoon Dream』（Kiss-FM KOBE）への出演を始めたことがきっかけとされる。同局の公式サイト内でプロフィール用の画像を公開したところ、「U.K.」と同一人物であることが判明。番組の公開生放送を実施していたダイエー甲子園店（現在のコロワ甲子園）に、『MUSIC EDGE』の視聴者が多数訪れるようになった。『MUSIC EDGE』のジョンさんも、同番組のロケで甲子園近辺を訪れた際に、同店での生放送に顔を出している。ただし、毎日放送の番組では、『ちちんぷいぷい』への出演を機に「くっすん」という愛称を名乗るようになっている。

## 『ちちんぷいぷい』での活動

### 音楽関係のキャンペーン
2009年10月11日に大阪城野外音楽堂で開かれた毎日放送主催の音楽イベント「音晴（オンパレ）」では、総合司会（MC）を担当。同年9月28日から10月2日にかけて、同イベントの宣伝を目的に、『ちちんぷいぷい』へ連日エンディング間際に登場した。

#### 「すごくおいしいうた」宣伝隊長
- 2010年1月には、『ちちんぷいぷい』の企画で、同番組初のCD「すごくおいしいうた」（ベストアルバム、同月20日発売）の宣伝隊長に就任。この頃から、同番組では「U.K.こと楠雄二朗」「くっすん」と呼ばれるようになった。

#### 「未来の花束」宣伝隊員（幸せの黄色いジョーロ君2号）
2011年10月には、『ちちんぷいぷい』完全プロデュース第2弾CDとなる「未来の花束」（マキシシングル、11月2日発売）の宣伝隊の一人として、福島暢啓（毎日放送アナウンサー）とともに"幸せの黄色いジョーロ君"という宣伝用のキャラクターに扮した（1号は福島、2号がU.K.）。

#### 「この街に生まれて／いつまでも変わらない」宣伝隊員（この街宣伝隊員）
2012年6月には、『ちちんぷいぷい』完全プロデュース第3弾CDとなる「この街に生まれて／いつまでも変わらない」（7月4日発売）のPRを目的に、大吉洋平・福島暢啓（いずれも毎日放送アナウンサー）・今別府直之（吉本新喜劇）と「この街宣伝隊」を結成。麦わら帽子・ランニングシャツ・半ズボンというスタイルで、関西各地を奔走した。

### 体操のお兄さん・くっすん
- 2010年7月から9月2日までの放送では、毎日放送60周年・同番組の放送10周年を記念した企画「ハッピーアワーたいそう」（同番組のオープニングでレギュラー出演者と一般参加の小学生が毎日放送本社1階で体操を披露するイベント）に、「体操のお兄さん・くっすん」として連日登場した。
- 2011年夏休み期間中の「ハッピーアワーたいそう」にも、「体操のお兄さん・くっすん」として連日登場。協賛しているセイバンの毎日放送限定CMにも体操のお兄さんとして出演。このときのクレジットは「くっすんこと楠雄二朗」。

### 「昔の人は偉かった」
- 菅笠を背負いながら日の出から日の入りまで10 - 20km程度の道を徒歩だけで移動したロケシリーズで、2010年10月から主に河田とのコンビで出演。2020年3月までは毎週木曜日、同年4月から1年間は毎週金曜日に放送されていた。当初は2 - 3ヶ月程度で終了することを見越していたが、結果として10年半の間に17本のシリーズ企画が放送されるなど、番組きっての人気企画と化した[4]。ちなみに、くっすんの菅笠には「く」、河田の菅笠には「河」の字を墨書。放送期間の途中からは、河田に宛てて書いた手紙を、シリーズが終わるたびに号泣しながら読み上げることが恒例になっていた。
- 「第三章」と「第五章」（2010年から2011年にかけて放送された第3・第5シリーズ）では西国三十三所の札所、「第十二章」（2014年5月から2015年2月まで放送された第12シリーズ）では潮岬（近畿地方の最南端）から経ヶ岬（近畿地方の最北端）までの約622km、「第十四章」（2015年1月から2年間放送された第14シリーズ）のロケでは百人一首の舞台、最後のシリーズであった「第十七章」（2019年4月から2年間放送された第17シリーズ）のロケでは東海道五十三次の宿場跡（総距離約600km）[5]を徒歩だけで完全に踏破。神社仏閣での修行を体験したことや、普段は公開されていない神社仏閣などの秘蔵品を特別に鑑賞することや、ロケ先ならではのグルメを堪能したことも多かった。
- ロケ中に股関節の痛みを訴える姿や、長距離や急な坂道・階段での徒歩移動に音を上げる姿や、河田に甘える姿を写した映像が頻繁に放送された影響で、視聴者には往々にして「ヘタレキャラ」と認識されていた。ロケ中に出会った一般人から叱咤激励を受けることも多かった[6]が、徒歩でのロケを途中で断念したのは初回だけで、2回目以降のロケでは予定のルートを必ず歩き切っている。
- 2015・2016年には、派生イベントの「昔の音は偉かった」（クラシックコンサート）で、河田と共に司会を担当[6]。2018年度に放送された「日本修行場めぐり」については、「ちちんぷいぷい 昔の人は偉かった 日本修行場めぐり」という番組公式ムックが、放送期間中の2018年9月にぴあから発売されている（ISBN 978-4835636191）。
- 2019年10月に放送された『ちちんぷいぷい おかげさまで20歳 ～やりたいことつめこんだらヤバイ10日間になりましたスペシャル～』では、大阪市城東区の諏訪神社境内で毎年秋に奉納される獅子舞の実演（大阪市指定の無形民俗文化財）に初めて挑戦。2019年の8月下旬から稽古を積んできた成果を5分間にわたって披露する模様が、10月17日に「ちゃプラステージ」（毎日放送本社M館1階のオープンスペース）からの公開生中継方式で放送された。
- 前述した「第十七章」では、河田がロケ中に「歴史ポイント」を紹介するたびに尺八を吹いていた。期間中の2020年3月までは放送日にスタジオへ登場していたが、同年4月に放送曜日を金曜日へ移動してからは、ロケVTRにのみ出演。2021年3月12日（金曜日）で番組とともに「昔の人は偉かった」の放送を終了することが決まったため、「第十七章」の最終回では、金曜日のスタジオへ最初で最後の出演を果たした[5]。

## 現在の出演番組・作品

### ラジオ
- WELFARE group presents それU.K.!! ミライbridge メインDJ（FM大阪、2019年6月2日 - ) [7]
- U.K.とヒロの世のため後のためラジオ メインDJ（FM大阪、2022年1月3日 - ）

- ハッピープロジェクトbyシェルティ メインDJ（ラジオ大阪、2025年5月1日 - )

## 過去の出演番組・作品

### テレビ
- ちちんぷいぷい （毎日放送、詳細前述）
- おはよう朝日です 平日版トレンドエクスプレスリポーター（朝日放送） -　当時司会を務めていた宮根誠司が「U.K.」から梅田コマ劇場（Umeda Koma Theater）を連想したことがきっかけで、担当回の紹介字幕に「コマ梅田」という架空の名前を出されたことがあった。
- 旅っきり!〜ふれあい紀行〜 ナレーション（関西テレビ）
- もっともっと関西 水曜日・音楽特集担当ナビゲーター（NHK総合(関西ローカル)）- 出演していたコーナーは「GO!GO!KAN-POP」として、2007年4月より独立した番組になった。
- ジャイケルマクソン ミュージックマクソンナレーション（毎日放送）※不定期担当
- GO!GO!KAN-POP MC（NHK総合）
- あほやねん!すきやねん! 2008年度金曜MC（NHK総合）
- チュー'sDAYコミックス 侍チュート!（毎日放送） コント内のコンテスト、ファッションショーのMC
- ノッテ・フェリーチェ〜楽しい夜のショッピング〜 MC（関西テレビ）
- たかじんのそこまで言って委員会（読売テレビ）
- 8時です!生放送!! 金曜日（J:COMウエスト）
- U.K.のMUSIC JAPANリクエスト J:COMスペシャル!MC（J:COM48局ネット、MJTV）
- MUSIC EDGE + Osaka Style MC（毎日放送）
- シネマチェック by U.K. MC（毎日放送）
- wordrobe〜自分を磨く新語辞典 MC（J:COMウエスト）
- MBS SONG TOWN コーナーレギュラー（毎日放送）
- SO-HOT ナビゲーター(テレビ大阪) - 前任の浅井博章の後任として、2003年4月から放送終了の2003年9月まで。
- 情報・ニュースとりどり「ゲツ→キン」（eo光テレビ eo光チャンネル 金曜16:30 - 17:30、2016年7月8日 - ）金曜メインMC
- #コラボラボ メインMC（eo光チャンネル ）
- ビラクスTV MC （関西テレビ）
- 芸能人ファミリー春のおでかけバトル ゲスト（テレビ大阪）
- なるみ岡村の過ぎるTV ゲスト（朝日放送）

### ラジオ
- ナニワ音楽ショウ（月曜・大西ユカリの新世界） アシスタント（MBSラジオ）
- 神戸こねくしょん DJ（MBSラジオ）
- JOYSOUND presents SOUND EGG DJ（MBSラジオ）
- U.K. チア・ミュージック メインパーソナリティ（MBSラジオ）
- 1179 いい話 泣く話[8]DJ（MBSラジオ、2013年10月 - 2015年9月26日）
- 重盛さと美とU.K. のモリモリラジオ! パーソナリティ（2014年7月 - 2018年9月、毎週水曜日24:00 - 24:30）
- Kiss WORLD PROJECT DJ（Kiss-FM KOBE）
- Kiss Afternoon Dream DJ（Kiss-FM KOBE）
- Kiss TOWN WALKER DJ（Kiss-FM KOBE）
- iTunes meet 愛チューンズ DJ（Kiss-FM KOBE）
- サタデーホットリクエスト・WEST DJ（NHK-FM）
- RADICAL LEAGUE（火曜・U.K.'s Next Door） DJ（FM-FUJI）
- U.K. BEAT FLYER 1179　→　MBSうたぐみ U.K. BEAT FLYER　→　U.K. BEAT FLYER DJ（毎日放送）
- KISSBREAKRADIO with U.K. DJ（Kiss FM KOBE）
- A Music Chance メインDJ（毎日放送）
- U.K.と山ちゃんのおかしな時間 メインDJ（ラジオ大阪）

### テレビドラマ
- 初恋net.com〜忘れられない恋のうた〜 episode.3「陽に向かう」（朝日放送）紺野凛太郎（青葉浩平）役
- 連続テレビ小説「ウェルかめ」第1回（NHK総合）サーフィン大会のMC役
- プレミアムドラマ「リキッド〜鬼の酒 奇跡の蔵〜」第1回（NHK BSプレミアム）
- 京都人の密かな愉しみ Blue 修業中 祝う春（2018年4月14日、NHK BSプレミアム） - 下嶋 役
- ドラマ10「ドリームチーム」第4回（NHK名古屋放送局制作、2021年2月12日、NHK総合） - 劇中に流れる架空のワイドショーの司会役

### 映画
- ワル外伝（大学生時代に出演）
- 歌謡曲だよ、人生は 第2話「これが青春だ」（エアギター戦士役）
- アーサーとミニモイの不思議な国 日本語吹替版

### テレビCM
- オーギヤグループ（2005年、東海ローカルで放送）
- セイバン・ランドセル「天使のはね」（毎日放送のみ、体操のお兄さんとして）
- 読売新聞（2017年10月から一時放送） - 本田真凜・望結・紗来の3姉妹が初めて共演する全国向けのCMに、3姉妹へのインタビュアー役で出演。
- 株式会社ウィル[9]
- 株式会社エースタイル「nanozone solution」(2020年 -）

### PV
- Sound Schedule「スペシャルナンバー」
- アンダーグラフ「夏影」

### その他
- studio U.K.（神戸ウォーカー・「Kiss TOWN WALKER」とのコラボ企画による連載）
- U.K. vs マダム松澤 史上最強デートの達人（SAVVYにて2005年に連載）- 2004年には、SAVVY誌上で音楽コーナーの連載をしていた。
- UK日和（読売新聞大阪支局発行のフリーペーパー「WHAP」にてコラムを連載）
- 雑誌「Lマガジン」CDレビューコーナー連載
- 新聞日刊ゲンダイ「UKチェンジザ関西」（隔週金曜夕刊）
- 月刊誌「ファミリーWalker」（不定期）
- なんば経済新聞 （2020年6月5日）[10]